# Міхаель Деніс
Йоганн Непомук Космас Міхаель Деніс (нім. Johann Nepomuk Cosmas Michael Denis; 27 вересня 1729 — 29 вересня 1800) — австрійський католицький священник та єзуїт, відомий як поет, бібліограф і лепідоптеролог.

## Біографія
Деніс народився у 1729 році в Шердінгу, місті на річці Інн, яким в цей час правили курфюрсти Баварії, в сім'ї Йоганна Рудольфа Деніса. Батько навчив його латині в ранньому віці. У віці десяти років він був зарахований на навчання до єзуїтів у коледжі в Пассау. Після закінчення навчання в 1747 році вступив до новіціяту Товариства Ісуса у Відні.
У 1749 році Дениса відправили виконувати свій обов'язок в єзуїтських колегіях у Граці та Клагенфурті. У 1757 році був висвячений на священика. Через два роки він був призначений професором єзуїтського колегіуму Терезіанум у Відні. Після скасування єзуїтів у 1773 році він залишався у коледжі, щоб підтримувати бібліотеку до 1784 року, тоді він став другим зберігачем бібліотеки королівського двору, а через сім років став її головою.
Денис помер у Відні у 1800 році.

## Роботи
Будучи шанувальником Клопштока, Денис став одним із провідних членів групи так званих бардів; і його оригінальна поезія, опублікована під назвою Die Lieder Sineds des Barden (1772), показує всі екстравагантності бардівського руху. Найбільше його пам'ятають як перекладача Оссіана (1768—1769; також опублікований разом із власними віршами у 5 т. як Ossians und Sineds Lieder, 1784).
Важливішими за оригінальну поезію Дениса чи його переклади були його зусилля познайомити австрійців з літературою Північної Німеччини; його робота Sammlung kürzerer Gedichte aus den neuern Dichtern Deutschlandes, 3 т. (1762—1766), була у цьому відношенні неоціненною. Він також залишив ряд бібліографічних компіляцій: Grundriss der Bibliographie und Bücherkunde (1774), Grundriss der Literaturgeschichte (1776), Einleitung in die Bücherkunde (1777) та Wiens Buchdruckergeschichte bis 1752 (1782).
Ossians und Sineds Lieder не передруковувалися з 1791 року; але добірку поезій Деніса за редакцією Річарда Гамеля можна знайти в томі 48 (1884) Kürschners Deutsche Nationalliteratur . Його Literarischer Nachlass опублікував Йозеф Фрідріх Фрайхер фон Ретцер у 1802 році (2 томи), через два роки після того, як Деніс помер у Відні у віці 71 року.

## Вчений
На додаток до своєї літературної творчості, працюючи з Ігнацем Шиффермюллером, Деніс створив ранню колекцію метеликів і молей та опублікував перший каталог лускокрилих, знайдених поблизу Відня. Його колекція зберігалася в палаці Гофбурга і була знищена під час революції 1848 року.

## Праці
- Poetische Bilder der meisten kriegerischen Vorgänge in Europa seit dem Jahr 1756, Wien 1760
- Die Gedichte Ossians, eines alten celtischen Dichters, aus dem Englischen übersetzt, Wien 1768–69
- Einleitung in die Bücherkunde, Wien 1777—1778
- Die Lieder Sineds des Barden, Wien 1772 (which includes the text to Mozart's Gibraltar).
- Systematisches Verzeichniß der Schmetterlinge der Wienergegend herausgegeben von einigen Lehrern am k. k. Theresianum (with Ignaz Schiffermüller), Wien 1775
- Grundriß der Bibliographie, Wien 1777
- Die Merkwürdigkeiten der k. k. garellischen öffentlichen Bibliothek am Theresiano, Wien 1780
- Bibliotheca typographica Vindobonensis ab anno 1482 usque ad annum 1560, Wien 1782 (auch deutsch Wiens Buchdruckergeschichte bis 1560, Wien 1782—1793)
- Ossian und Sineds Lieder, 5 Bände, 1784
- Kurze Erzählung der Streitigkeiten über die alten Urkunden, Heidelberg 1785
- Zurückerinnerungen, Wien 1794
- Carmina quaedam, Wien 1794
- Beschäftigungen mit Gott schon in dem 12. Jahrhundert gesammelt, Wien 1799